# Косы-Слободка
Косы-Слободка (укр. Коси-Слобідка) — село, относится к Подольскому району Одесской области Украины.
Население по переписи 2001 года составляло 140 человек. Почтовый индекс — 66344. Телефонный код — 4862. Занимает площадь 1,25 км². Код КОАТУУ — 5122983402.

## Местный совет
66344, Одесская обл., Подольский район, с. Косы